# 岡町停留場
岡町停留場（おかまちていりゅうじょう）は、かつて熊本県熊本市にあった熊本市交通局川尻線に属した電停（廃駅）である。

## 構造
- 専用軌道上にあった相対式2面2線。

## 歴史
- 1926年（大正15年）10月12日 熊本電気軌道が世安橋 - 当駅間を新規開業した際に同線の終着駅として開設。
- 1927年（昭和2年）4月19日 当駅 - 川尻町間開業により通過駅となる。
- 1945年（昭和20年）12月1日 熊本市が百貫線と共に川尻線買収、熊本市交通局の路線となる。
- 1965年（昭和40年）2月21日 川尻線廃止に伴い、当駅も廃止。

## 現在
- 廃止後に宮ノ前 - 川尻町区間の軌道跡は、そのまま国道3号バイパスから分岐した「バイパス道路」になったが、現在は「市道」となっている。

## 隣の停留場
熊本市交通局
川尻線
川尻駅前電停 - 岡町電停 - 川尻町電停